# علی‌اصغر پورمحمدی
علی‌اصغر پورمحمدی (زاده ۱۳۳۶ در رفسنجان) از مدیران سازمان صدا و سیماست که معاونت سیمای سازمان صدا و سیمای جمهوری اسلامی ایران را بین سال‌های ۱۳۹۳ تا ۱۳۹۵ بر عهده داشت. او فرزند شیخ عباس پورمحمدی، از روحانیان برجستهٔ رفسنجان و برادر ابوذر پورمحمدی تهیه‌کنندهٔ سینماست. وی هم‌چنین پسر عموی مصطفی پورمحمدی، وزیر پیشین دادگستری است. سید محمد حسینی وزیر سابق ارشاد نیز همسر خواهر او است.

## زندگی و فعالیت‌ها
متولد رفسنجان، دارای دو فرزند دختر می‌باشد. او دارای مدرک کارشناسی ارشد ارتباطات و دکترای جامعه‌شناسی از دانشگاه اصفهان است. وی در آبان‌ماه سال ۹۳ و با حکم محمد سرافراز به معاونت سیمای سازمان صدا و سیما منصوب شد و به این ترتیب جایگزین علی دارابی گردید. علی‌اصغر پورمحمدی از سال ۸۲ مدیر شبکه سوم سیما بود.
او انتقاداتی به نحوه مدیریت علی دارابی معاون سابق سیما و تیم همراه او داشت
که بدنبال آن دارابی وی را از این سمت در سال ۹۱ برکنار کرد.
وی در مراسم تودیع خود از نحوهٔ مدیریت و یارگیری عزت‌الله ضرغامی نیز انتقاد نمود.
در پایان تابستان ۹۳ اخباری مبنی بر احتمال جایگزینی پورمحمدی به جای دارابی و محمد سرافراز به جای ضرغامی منتشر شد. نهایتاً سرافراز در نیمه آبان جایگزین ضرغامی شده و پورمحمدی نیز به عنوان معاون سیما منصوب گشت.
پس از این انتصاب ۵۲۰ نفر از هنرمندان در نامه‌ای از سرافراز بابت این انتصاب تشکر کردند.
او پس از ۱۸ ماه که معاونت سیما را بر عهده داشت سرانجام توسط عبدالعلی علی‌عسگری رئیس صدا و سیما در تاریخ ۱۳۹۵/۳/۸ از معاونت سیما برکنار و سید مرتضی میرباقری جایگزین وی شد تا او به شبکه سه بازگردد اما در اردیبهشت سال ۱۳۹۷، از مدیریت شبکه سه اخراج شد و جای خود را به علی فروغی داد.